# Пеле-Клозо, Жан-Жак Жермен
Жан-Жак Жермен Пеле-Клозо (фр. Jean-Jacques Germain Pelet-Clozeau) (1777—1858) — французский генерал эпохи Наполеоновских войн, генерал-лейтенант (1830), топограф, военный писатель. 
Родился 15 июля 1777 года в Тулузе. В 1799 году вступил рядовым в пехоту, в 1800 году перешёл в инженерные войска и в 1801 году за отличие в Итальянском походе был произведён в офицеры. 
Переведённый в корпус военных топографов, Пеле в течение 1802—1805 годов занимался составлением карты Италии и топографического словаря к ней. Этой работой он обратил на себя внимание маршала Массены, который взял его к себе адъютантом. 
Сопровождая Массена в Австрийских кампаниях 1805 и 1809 годов, Пеле отличился в битве под Аустерлицем, был ранен при Кальдиеро и с отличием участвовал в битве при Эслингене и Асперне и в генеральном сражении Ваграме.
После Шёнбруннского мира Пеле отправился с Массена на Пиренейский полуостров. Во время похода армии Массена в Италию, Пеле имея только офицерский чин, но занимал должность адъютанта маршала. Неудачи Португальского похода были приписаны Пеле, имевшему большое влияние на Массену. 
В 1812 году, во время похода Наполеона в Россию, полковник Пеле состоял при помощнике начальника Генерального штаба Бертье по пехоте, генерале Мутоне, графе Лобау. Пеле отличился в сражениях при Смоленске и Бородине. Затем, командуя 48-м линейным полком, Пеле сражался в корпусе Нея под Красным, во время прорыва французской армии через пытавшиеся преградить ей дорогу русские войска. 
В 1813 году Пеле получил чин бригадного генерала и принял участие в сражениях при Люцене, Дрездене и Лейпциге, в последнем деле был ранен. После сражения при Ла-Ротьере Пеле принял начальство над дивизией Молодой гвардии, с которой сражался при Шампобере, Монмирале, Вошане и Монтро. При Краоне Наполеон вверил Пеле бригаду Старой гвардии, с которой Пеле сражался при Лаоне, Реймсе и Арси-сюр-Об.
Во время Ста дней Пеле, в качестве командира 2-го егерского полка старой гвардии, участвовал в сражениях при Линьи и Ватерлоо. Когда в ходе этого сражения, постоянно усиливавшие прусские части потеснили на фланге войска генерал Мутона, Наполеон мог подкрепить его только двумя элитными пехотными батальонами - гвардейским гренадерским, во главе с Пеле и гвардейским егерским, во главе с Мораном. Этого оказалось достаточно, чтобы отбросить пруссаков из деревни Планшенуа, вернуть боевой дух солдатам и офицерам корпуса Мутона и  Молодой гвардии, и остановить прусское наступление на несколько часов. Пруссакам пришлось отбивать у французов дом за домом, а затем Пеле с оставшимися у него двумя сотнями солдат пробился сквозь неприятельские ряды.
После 2-й реставрации Бурбонов Пеле занялся научно-историческими исследованиями. Назначенный в 1818 году в королевский Генеральный штаб и секретарем комиссии для изыскания мер к обороне государства, Пеле занимал последнюю должность до 1830 года, когда был произведён в генерал-лейтенанты и назначен директором в топографическое и историческое депо. 
На этом посту Пеле проявил энергичную деятельность; он реорганизовал службу военных топографов и геодезистов и поставил в новые условия военно-исторические и статистические работы. Благодаря его энергии, офицерами генерального штаба была составлена прекрасная карта Франции. Кроме того, как пламенный поклонник Наполеона, он с необычайной тщательностью собрал обширную Наполеоновскую корреспонденцию. 
В 1831 году Пеле был избран членом палаты депутатов. В 1835 году, во время покушения Фиески на жизнь короля Людовика-Филиппа, Пеле, находившийся в его свите, был тяжело ранен в голову. 
В 1837 году Пеле получил кресло в палате пэров, а в 1848 году избран председателем комитета национальной обороны, в 1849 году — членом законодательного собрания, в 1852 году — сенатором.
Скончался 20 декабря 1858 года в Париже. Впоследствии его имя было выбито на Триумфальной арке.
Перу Пеле принадлежат следующие крупные литературные труды: 
- «Mémoires sul la guerre-de 1809» (в 4 тт., 1824—29 гг.);
- «Des principales opérations de la guerre de 1813»;
- «Introduction aux campagnes de Napoléon 1805, 1806, 1807 et 1809»,
- «Mémoires militares relatifs à la succession d'Espagne sous Louis XIV» (9 тт.).

Кроме того, в основанном им журнале «Spectateur militaire» Пеле поместил ряд ценных статей по военным вопросам и, между прочим, свои воспоминания о походе 1812 года в Россию.